# 开讲啦
《开讲啦》（英語：Voice）是中国中央电视台与唯众传媒制作的讲座式节目，2012年8月27日开始试播，2013年实现常态化播出。该节目以青年作为目标收视人群，会集热点公众人物，体现精神的传承、思想的碰撞，凸显励志和关怀，颇具思想深度、社会热度和话题讨论度。

## 播出时间
本节目播出时间曾作出多次调整。
- 2012年8月27日－9月8日、12月11日，该节目安排于23:30分左右播出。
- 2013年1月1日－12日，该节目安排于22:38分播出。
- 2013年3月23日起，该节目安排于每周六22:38分播出。

现时播出时间如下：
- 首播
  - 中国中央电视台综合频道：每周六22:38-23:32
- 重播
  - 中国中央电视台中文国际频道：每周一20:00-20:45（欧洲版）、每周日16:30-17:15（美洲版）
  - CGTN法语频道：每周日12:30-13:15、16:15-17:00、22:15-23:00（法语名为，法语配音）
  - 中国中央电视台娱乐频道（CCTV-娱乐，面向海外地区）：每周一01:04-01:55、05:22-06:13、10:09-11:00

另外，从2015年2月26日起，CCTV-1港澳版不再安排本节目（将另外安排抹去商业广告赞助商的版本重播），原时段以其他节目取代。

## 播出背景
2012年，由于有关政策的调整，央视的节目也做出了改变，因此央视也开始播出一系列新的节目。唯众传媒总裁杨晖称，《开讲啦》借鉴了国外节目的形式，但与TED等结合具体行业和产品的创意宣讲不同，《开讲啦》的核心议题是理想、价值观，主流而励志，传递的是正能量。而《开讲啦》也是央视综合频道第一个完全实现社会化合作的节目。
该节目于2012年8月播出第一季“开学季”，2013年元旦播出第二季“新年季”，之后又推出了“青春季”、“毕业季”、“走进中学”、“新春季”、“开讲大时代”等系列。

## 节目嘉宾
该节目每期都会邀请知名人士讲述自己的故事，以下为节目中出现的嘉宾（仅列出部分）：
- 政界：吴建民、赵小兰、沙祖康、赵启正、范徐丽泰
- 科技界：李昌钰、杨振宁、张亚勤
- 教育界：廖智、俞敏洪、陈果 (教授)、田惠萍、徐小平、郑强、易中天、李栓科、蔣昌建
- 文学界：毕淑敏、吴晓波、严歌苓、李兰妮、莫言、范曾
- 商界：黄怒波、董明珠、王健林、王石、馬雲
- 文艺界：任泉、林志颖、林志炫、李亚鹏、李玉刚、李健、李立群、周润发、滕华涛、萧敬腾、田连元、刘德华、刘劲、盛中国、罗志祥、阿信、巴兹·鲁曼、陈羽凡、陈可辛、蔡依林、方文山、王潮歌、龚琳娜、高希希、黄西、胡海泉、黄豆豆、海清、黄海波、张杰、郑晓龙、徐静蕾、成龙、王伟忠、文章、王力宏、李连杰、秦怡、郎朗、冯小刚、周杰伦、陶晶莹、章金莱、汪涵、王刚、蒋雯丽、夏雨、张凯丽、任家萱（Selina）、邓紫棋、郭富城、容祖儿、陈奕迅、张嘉译、吴秀波、张信哲、莫文蔚、苏有朋、张艾嘉、吴奇隆、陈伟霆、陳信宏、张学友、方力申、王志飞、温兆伦、鳳凰傳奇（20141108）
- 体育界：巴蒂尔、陈一冰、丁俊晖、冯喆、科比·布莱恩特、大卫·贝克汉姆、姚明、林書豪、傅园慧、中国女排、杨扬、李宁

## 收视
自2013年开播至2014年，该节目收视率在全国同时段排名第一。

## 奖项
- 第六届《综艺》杂志：2012年度人文节目[6]
- 《新周刊》2013中国电视榜：年度电视节目奖、最佳谈话节目奖、最佳谈话节目主持人奖[7]